# 阿旺松河
46°14′34″N 6°59′28″E / 46.242897°N 6.991179°E

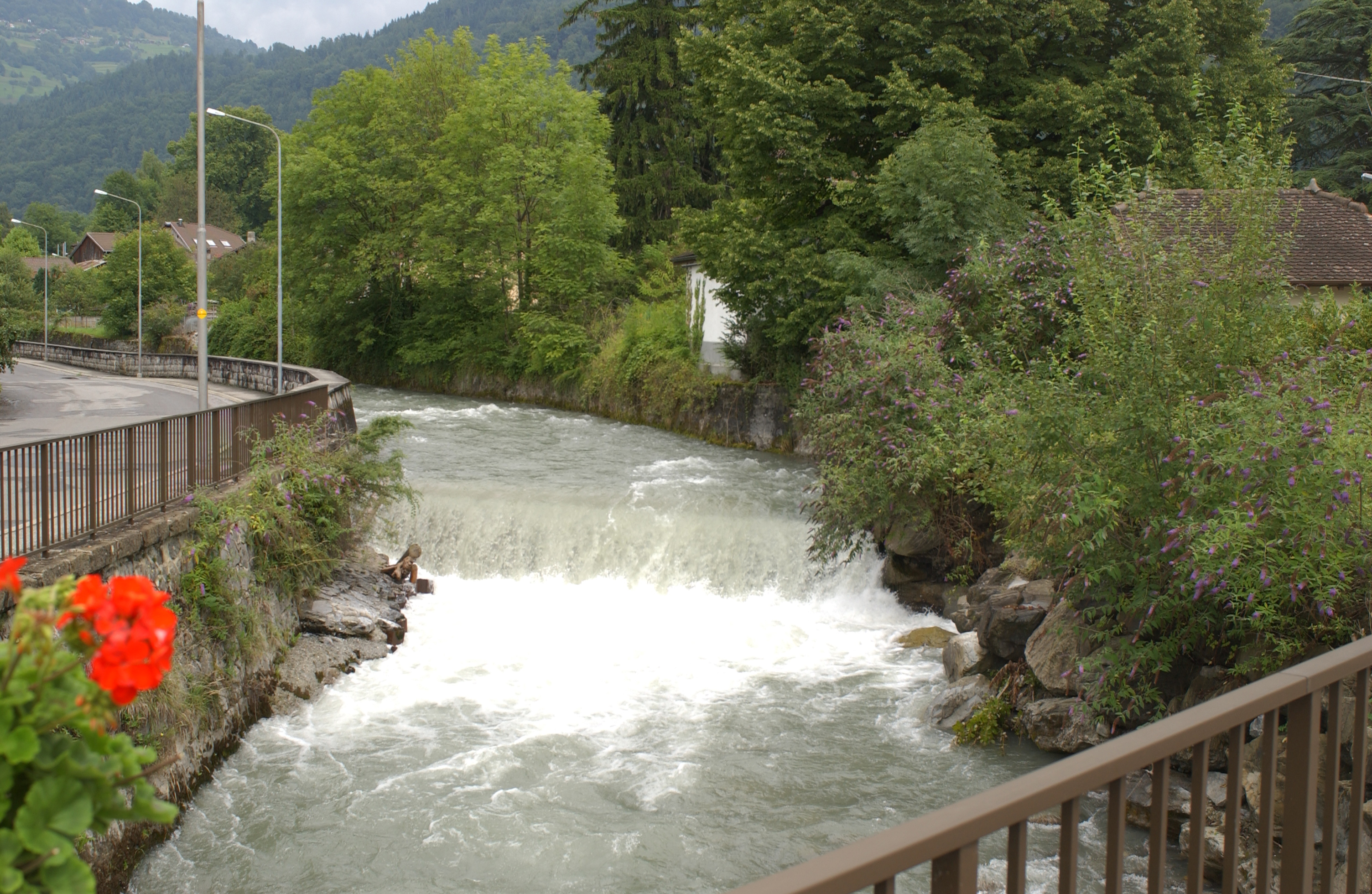

阿旺松河是瑞士的河流，位於該國西部，流經沃州，屬於羅訥河的右支流，河道全長18公里，流域面積90平方公里，該河流發源自貝城。